# آنتانیموا
آنتانیموا (به لاتین: Antanimeva) یک منطقهٔ مسکونی در ماداگاسکار است که در مورومبه واقع شده‌است. آنتانیموا ۲۴٬۰۰۰ نفر جمعیت دارد و ۱۴۵ متر بالاتر از سطح دریا واقع شده‌است.